# Lisa Perterer
Lisa Perterer, née le 16 octobre 1991 à Villach en Autriche est une triathlète professionnelle, championne d'Autriche sprint en 2009.

## Palmarès

### En triathlon
Le tableau présente les résultats les plus significatifs (podium) obtenus sur le circuit national et international de triathlon depuis 2008,.
| Année | Compétition                                          | Pays     | Position           | Temps           |
| ----- | ---------------------------------------------------- | -------- | ------------------ | --------------- |
| 2023  | Coupe du monde - l'étape de Weihai                   | Chine    | Médaille d'argent  | 1 h 58 min 59 s |
| 2021  | Coupe du monde - l'étape sprint de Huatulco          | Mexique  | Médaille de bronze | 1 h 0 min 37 s  |
| 2019  | Coupe du monde - l'étape sprint de Huatulco          | Mexique  | Médaille de bronze | 1 h 1 min 18 s  |
| 2018  | Coupe du monde - l'étape sprint de Cagliari          | Italie   | Médaille d'or      | 1 h 0 min 13 s  |
| 2018  | Coupe panaméricaine - l'étape sprint de Puerto Lopez | Équateur | Médaille d'or      | 59 min 15 s     |
| 2017  | Coupe du monde - l'étape sprint de Yucatán           | Mexique  | Médaille de bronze | 1 h 0 min 47 s  |
| 2016  | Coupe du monde - l'étape de Chengdu                  | Chine    | Médaille de bronze | 2 h 1 min 2 s   |
| 2016  | Coupe du monde - l'étape sprint de Cagliari          | Italie   | Médaille de bronze | 1 h 4 min 22 s  |
| 2015  | Coupe du monde - l'étape de Chengdu                  | Chine    | Médaille de bronze | 1 h 58 min 29 s |
| 2014  | Coupe du monde - l'étape sprint de Cozumel           | Mexique  | Médaille d'argent  | 58 min 55 s     |
| 2013  | Coupe du monde - l'étape de Huatulco                 | Mexique  | Médaille d'argent  | 2 h 16 min 48 s |
| 2013  | Coupe du monde - l'étape sprint de Cozumel           | Mexique  | Médaille de bronze | 58 min 11 s     |
| 2012  | Coupe du monde - l'étape sprint de Cancún            | Mexique  | Médaille de bronze | 1 h 0 min 56 s  |
| 2012  | Coupe d'Asie - l'étape de Jiayuguan                  | Chine    | Médaille d'or      | 2 h 7 min 21 s  |
| 2011  | Coupe du monde - l'étape d'Edmonton                  | Canada   | Médaille de bronze | 2 h 1 min 8 s   |
| 2008  | Championnat d'Autriche sprint                        | Autriche | Médaille d'or      | 1 h 57 min 12 s |

### En athlétisme
Le tableau présente les résultats les plus significatifs (« Top 10 ») obtenus sur le circuit national de cross-country depuis 2014.
| Année | Compétition                             | Lieu                  | Place | Épreuve    | Performance |
| ----- | --------------------------------------- | --------------------- | ----- | ---------- | ----------- |
| 2018  | Championnat d'Autriche de cross-country | Salzbourg             | 2e    | Individuel | 16 min 50 s |
| 2014  | Championnat d'Autriche de cross-country | Feistritz im Rosental | 1re   | Individuel | 16 min 27 s |